# Crisp County
Das Crisp County ist ein County im Bundesstaat Georgia der Vereinigten Staaten. Der Verwaltungssitz (County Seat) ist Cordele, benannt nach der Tochter des Präsidenten der Savannah, Americus, and Montgomery Railroad.

## Geographie
Das County liegt im mittleren Süden von Georgia, ist etwa 140 km von der Nordgrenze Floridas entfernt und hat eine Fläche von 728 Quadratkilometern, wovon 19 Quadratkilometer Wasseroberfläche sind und grenzt im Uhrzeigersinn an folgende Countys: Dooly County, Wilcox County, Turner County, Worth County, Lee County und Sumter County.

## Geschichte
Crisp County wurde am 17. August 1905 aus dem Dooly County gebildet. Benannt wurde es nach Charles Frederick Crisp, einem Juristen und Sprecher des US-Repräsentantenhauses von 1891 bis 1893.

## Demografische Daten
Laut der Volkszählung von 2010 verteilten sich die damaligen 23.439 Einwohner auf 9.079 bewohnte Haushalte, was einen Schnitt von 2,53 Personen pro Haushalt ergibt. Insgesamt bestehen 10.734 Haushalte.
69,3 % der Haushalte waren Familienhaushalte (bestehend aus verheirateten Paaren mit oder ohne Nachkommen bzw. einem Elternteil mit Nachkomme) mit einer durchschnittlichen Größe von 3,04 Personen. In 34,4 % aller Haushalte lebten Kinder unter 18 Jahren sowie in 26,3 % aller Haushalte Personen mit mindestens 65 Jahren.
28,9 % der Bevölkerung waren jünger als 20 Jahre, 23,5 % waren 20 bis 39 Jahre alt, 27,3 % waren 40 bis 59 Jahre alt und 20,3 % waren mindestens 60 Jahre alt. Das mittlere Alter betrug 38 Jahre. 47,9 % der Bevölkerung waren männlich und 52,1 % weiblich.
53,3 % der Bevölkerung bezeichneten sich als Weiße, 43,0 % als Afroamerikaner, 0,1 % als Indianer und 0,8 % als Asian Americans. 1,8 % gaben die Angehörigkeit zu einer anderen Ethnie und 1,0 % zu mehreren Ethnien an. 3,2 % der Bevölkerung bestand aus Hispanics oder Latinos.
Das durchschnittliche Jahreseinkommen pro Haushalt lag bei 36.280 USD, dabei lebten 31,7 % der Bevölkerung unter der Armutsgrenze.

## Kultur und Sehenswürdigkeiten

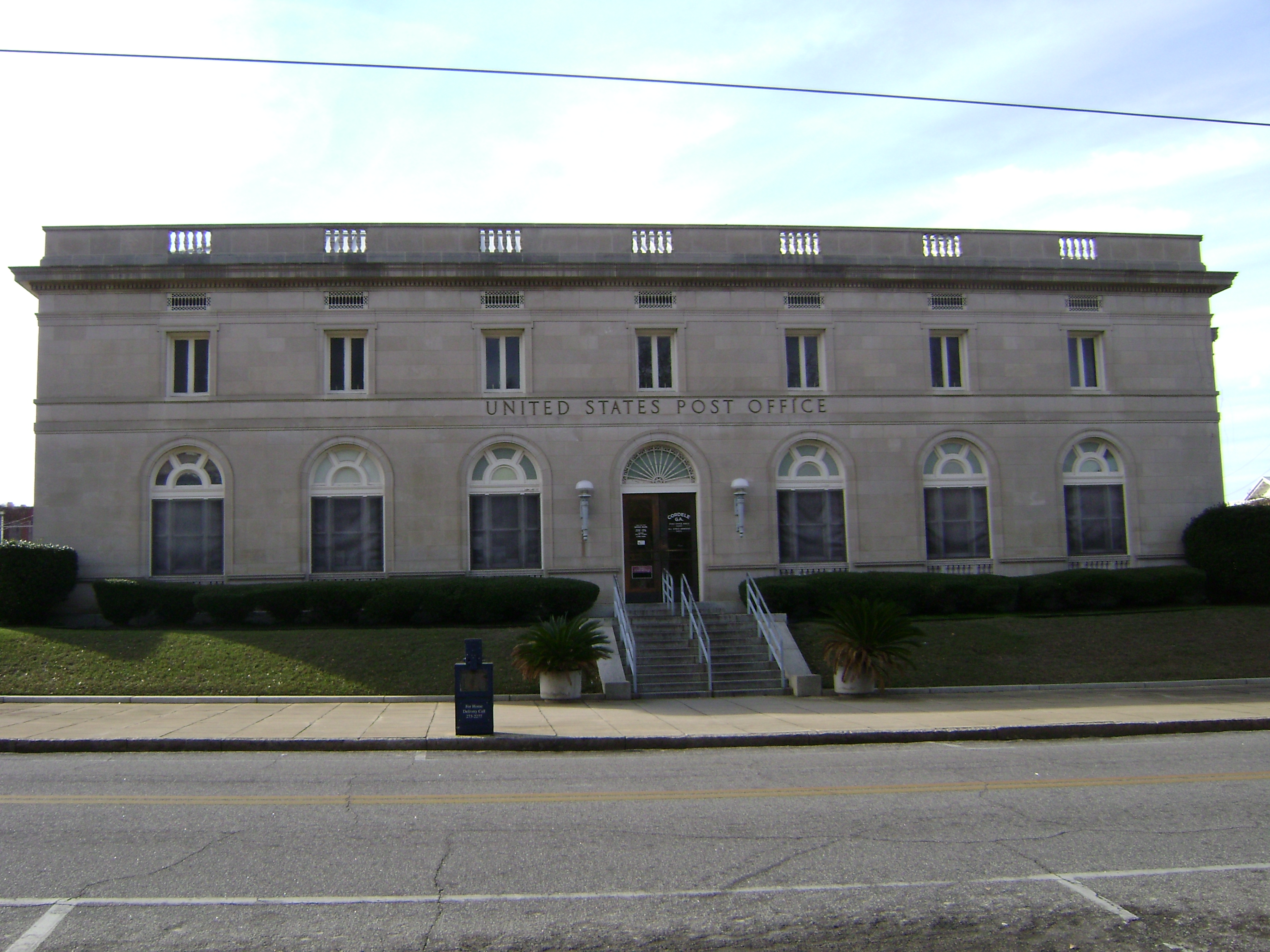
Das U.S. Post Office Cordele (2013). Die Filiale des United States Postal Service geht auf das Jahr 1913 zurück und wurde im Rahmen seiner Nominierung für den Eintrag in das NRHP als ein Gebäude im Stile der Neorenaissance beschrieben. Im Juni 1984 wurde das Gebäude als zweites Objekt im County in das NRHP eingetragen.

Fünf Bauwerke, Stätten und „historische Bezirke“ (Historic Districts) im Crisp County sind im National Register of Historic Places („Nationales Verzeichnis historischer Orte“; NRHP) eingetragen (Stand 28. September 2023), neben drei Historic Districts sind dies die Cannon Site und das U.S. Post Office Cordele.

## Orte im Crisp County
Orte im Crisp County mit Einwohnerzahlen der Volkszählung von 2010:
City:
- Cordele (County Seat) – 11.147 Einwohner

Town:
- Arabi – 586 Einwohner